# Svelvik
Svelvik este o comună din provincia Vestfold, Norvegia.
Are o suprafață de 57,72 km² și 77,51 km². Populația este de 6.685 locuitori, determinată în 1 ianuarie 2019.